# HK71
HK 71, Handbollsklubben 71, var en handbollsklubb i Uppsala.
HK71 grundades 1971 av några ungdomar utan koppling till tidigare klubbar. Initiativtagare var Erik Lundevall som även var klubbens ordförande under en längre tid. Klubbfärgerna var blått och vitt. Den drevs länge av samma ungdomar som byggde upp föreningen samtidigt som de lärde sig spela handboll. Klubben var från slutet av 70-talet den ledande handbollsklubben i Uppsala. År 1978 avancerade HK71 till division 3. Man startade även en basebollsektion. När klubben firade tioårsjubileum 1981 hade man runt 500 medlemmar.
Klubben var framför allt verksam i de norra och östra delarna av Uppsala. År 2004 övertog man IF Thors handbollssektion, en verksamhet som pågått sedan 1943. HK71 fick genom denna sammanslagning även ett damlag. Man hade även ett reservlag kallat Uppsala HK.
Klubbens största sportsliga prestationer är kvartsfinal i Svenska cupen 1983 samt kval till division 1 våren 1982 och våren 1992. Herrarna spelade 2009/2010 i div 3 medan damerna avancerat till div 2.
Sommaren 2012 gick föreningen samman med Uppsala Studenters IF:s handbollssektion i den nybildade föreningen Uppsala Handbollsklubb.